# Onosma echioides
Onosma echioides — вид квіткових рослин з родини шорстколистих (Boraginaceae). Ареал охоплює такі країни: Албанія, Болгарія, Італія (зокрема Сицилія), Хорватія, Туреччина у Європі.

## Середовище
Населяє вапнякові схили та скелі; на висотах до 1600 метрів; населяє тріщини в скелях та урвищах.

## Морфологічна характеристика
Це багаторічна трав'яниста рослина, що утворює пучок прямостоячих, іноді злегка розгалужених стебел; вона може виростати до 30 см заввишки. Рослини вкриті тонкими, довгими, зіркоподібними щетинками. Нижнє листя має довжину від 20 до 60 мм і ширину від 1 до 7 мм, лінійне або лінійно-видовжене, рідко або густо запушене зіркоподібними білими, сірими, жовтими, щетинками. Квітконоси мають довжину від 0 до 2 мм. Приквітки коротші або такі ж довгі, як чашечка. Чашечка під час цвітіння має довжину близько 10 мм, збільшується до 15 мм біля плоду та вкрита простими та деякими зіркоподібними щетинками. Віночок має довжину від 18 до 25 мм, блідо-жовтий і дрібно запушений. Він приблизно вдвічі довший за чашечку, циліндричний на кінчику та звужений до основи. Плоди — гладенькі, блискучі сім'янки довжиною близько 2–5 мм.

## Застосування
Рослину збирають у дикій природі для місцевого використання як лікарський засіб (проносне, серцевий та стимулюючий засіб, зовнішньо при шкірних висипаннях) та джерело сировини. З кореня отримують червоний барвник.

## Попередження
Щетинчасті стебла та листки можуть викликати сильне подразнення шкіри.